# 瓦萊韋 (帕萊納省)
42°6′0″S 72°25′0″W / 42.10000°S 72.41667°W

瓦萊韋（西班牙語：Hualaihué），是智利的城鎮，位於該國中南部湖大區的帕萊納省，始建於1979年9月21日，面積2,787.7平方公里，海拔高度602米，2012年人口8,720人，人口密度每平方公里3.1人。